# Lina Gabrielli
Lina Gabrielli (11 de junio de 1930 -- 16 de diciembre de 2016) fue una periodista, editora y esperantista italiana.

## Biografía
Es miembro honoraria de la Asociación Universal de Esperanto y de la Asociación de Escritores en Esperanto. Edita el boletín bilingüe Voce del Centro Esperantista Piceno. Desde 1974 con la editorial Plejado ha publicado una cuarentena de libros de alta calidad.
Es autora de varias biografías en italiano, así como volúmenes de cuentos y poemas en esperanto: La kombilo (1962), Bill kaj lazuraj okuloj (1964), Karnavalo (1973), Ni devas vivi (con K. Walraamoen, 1975), La ĝardeno de la urbestro (1978), Vivendo (1979), Nuancoj (con K. Szczurek, 1980). Es la persona responsable de la edición del libro autobiográfico de Víctor Lebrun, último secretario de Lev Tolstoi, que recuerda su relación con el escritor ruso; escrito originalmente de forma simultánea en francés, ruso y esperanto, ha sido traducido a muchas otras lenguas.
Sus obras han sido incluidas en diversas antologías de literatura original en esperanto, incluyendo la Esperanta Antologio de William Auld en 1984.